# Joze
Joze är en kommun i departementet Puy-de-Dôme i regionen Auvergne-Rhône-Alpes i centrala Frankrike. Kommunen ligger i kantonen Maringues som tillhör arrondissementet Thiers. År 2022 hade Joze 1 171 invånare.

## Befolkningsutveckling
Antalet invånare i kommunen Joze
| Referens: INSEE |